# Kanugana Halli, Krishnarajanagara
Kanugana Halli là một làng thuộc tehsil Krishnarajanagara, huyện Mysore, bang Karnataka, Ấn Độ.